# Георги Кьосев (революционер)
 Тази статия е за революционера.  За футболиста вижте Георги Кьосев (футболист).  
Георги Смиленов (Смилков) Кьосев е български революционер, пехчевски районен началник на Вътрешната македоно-одринска революционна организация.

## Биография
Кьосев е роден в Пехчево, тогава в Османската империя, днес в Северна Македония. В периода 1912 - 1915 година се бори срещу сръбския режим във Вардарска Македония. Отвлечен е от дома си от сръбските власти и след като е изтезаван е убит, като е погребан жив заедно с брат му Иван, Гаврил Ингилизов и още четирима пехчевци.